# Belgia na Zimowych Igrzyskach Olimpijskich 1928
Belgię na Zimowych Igrzyskach Olimpijskich 1928 reprezentowało 25 zawodników: 24 zawodników i jedna kobieta. Był to drugi start reprezentacji Belgii na zimowych igrzyskach olimpijskich.

## Medale
| Medal | Zawodnik             | Dyscyplina           | Konkurencja      |
| ----- | -------------------- | -------------------- | ---------------- |
| Brąz  | Robert Van Zeebroeck | Łyżwiarstwo figurowe | Singiel mężczyzn |

## Skład kadry

### Bobsleje
Mężczyźni
| Osada | Zawodnik                                                                                         | Konkurencja | Ślizg 1 | Ślizg 2 | Łącznie | Pozycja |
| ----- | ------------------------------------------------------------------------------------------------ | ----------- | ------- | ------- | ------- | ------- |
| BEL-1 | Ernest Casimir Lambert Walter Ganshof van der Meersch Max Houben Marcel Sedille-Courbon Léon Tom | Piątki      | 1:39,8  | 1:44,7  | 3:24,5  | 6.      |
| BEL2  | Charles Mulder Ferdinand Hubert Louis Rooy Hubert Kryn Robert Langlois                           | Piątki      | 1:45,0  | 1:46,2  | 3:31,2  | 16.     |

### Hokej na lodzie
Reprezentacja mężczyzn
| - Roger Bureau - Hector Chotteau - Albert Collon - François Franck - William Hoorickx - Jean Meeus - André Bautier |  | - David Meyer - Marco Peltzer - Jacques Van Reyschoot - Pierre Van Reyschoot - Jean Van Der Wouwer - Willy Kreitz |

Reprezentacja Belgii brała udział w rozgrywkach grupy A turnieju olimpijskiego zajmując w niej trzecie miejsce, nie awansując do dalszych gier.

#### Runda pierwsza
Grupa B
| Drużyna         | M | Mecze | Mecze | Mecze | Bramki | Bramki | Bramki | Pkt |
| Drużyna         | M | W     | R     | P     | +      | -      | +/-    | Pkt |
| --------------- | - | ----- | ----- | ----- | ------ | ------ | ------ | --- |
| Wielka Brytania | 3 | 2     | 0     | 1     | 10     | 6      | +4     | 4   |
| Francja         | 3 | 2     | 0     | 1     | 6      | 5      | +1     | 4   |
| Belgia          | 3 | 2     | 0     | 1     | 9      | 10     | -1     | 4   |
| Węgry           | 3 | 0     | 0     | 3     | 2      | 6      | -4     | 0   |

Wyniki
| 11 lutego 1928 | Wielka Brytania | 7:3 | Belgia |  |

|  |  | (3:1, 2:0, 2:2) |  | Sędzia główny: Weinberger |

| 12 lutego 1928 | Belgia | 3:2 | Węgry |  |

|  |  | (0:1, 3:1, 0:0) |  | Sędzia główny: Dietrichstein |

| 13 lutego 1928 | Belgia | 3:1 | Francja |  |

|  |  | (2:0, 0:0, 1:1) |  | Sędzia główny: Dr Müller |

### Łyżwiarstwo figurowe
| Zawodnik                                | Konkurencja   | Nota    | Pozycja |
| --------------------------------------- | ------------- | ------- | ------- |
| Robert Van Zeebroeck                    | Soliści       | 1542,75 | brąz    |
| Josy Van Lerberghe Robert Van Zeebroeck | Pary sportowe | 83,00   | 6.      |